# Stahlschmidtsbrücke
Stahlschmidtsbrücke ist eine Ortschaft in Hückeswagen im Oberbergischen Kreis im Regierungsbezirk Köln in Nordrhein-Westfalen (Deutschland).

## Lage und Verkehrsanbindung
Stahlschmidtsbrücke liegt im südlichen Hückeswagen an der Grenze zu Wipperfürth. Nachbarorte sind Westenbrücke, Kobeshofen, Sohl, Dierl, Mühlenberg und Kleineichen. Die Bundesstraße 237 (B 237) zwischen Hückeswagen und Wipperfürth bindet den Ort an. Geprägt ist Stahlschmidtsbrücke durch ein großes Gewerbegebiet.

## Geschichte
1746 wurde der Ort das erste Mal urkundlich erwähnt. Stahlschmidt war Bürgermeister von Hückeswagen. Die Karte Topographia Ducatus Montani aus dem Jahre 1715 zeigt einen Hof und bezeichnet diesen mit Brücken.
Im 18. Jahrhundert gehörte der Ort zum bergischen Amt Bornefeld-Hückeswagen. 1815/16 lebten 31 Einwohner im Ort. 1832 gehörte Stahlschmidtsbrücke der Berghauser Honschaft an, die ein Teil der Hückeswagener Außenbürgerschaft innerhalb der Bürgermeisterei Hückeswagen war. Der laut der Statistik und Topographie des Regierungsbezirks Düsseldorf als Weiler kategorisierte Ort besaß zu dieser Zeit drei Wohnhäuser und drei landwirtschaftliche Gebäude. Zu dieser Zeit lebten 34 Einwohner im Ort, zehn katholischen und 24 evangelischen Glaubens.
Im Gemeindelexikon für die Provinz Rheinland werden für 1885 zwei Wohnhäuser mit 17 Einwohnern angegeben. Der Ort gehörte zu dieser Zeit zur Landgemeinde Neuhückeswagen innerhalb des Kreises Lennep. 1895 besitzt der Ort ein Wohnhaus mit vier Einwohnern, 1905 ein Wohnhaus und 19 Einwohner.

## Wander- und Radwege
Folgende Wanderwege führen durch den Ort:
- Der Ortswanderweg ━ von Purd zur Wiebach-Vorsperre